# Lac Saint-Louis
Ne doit pas être confondu avec Lac-Saint-Louis.
Pour les articles homonymes, voir Saint-Louis.
Le lac Saint-Louis est un élargissement du fleuve Saint-Laurent situé dans le sud-ouest du Québec (Canada), au sud de l'île de Montréal. Les îles qui s'y trouvent font partie de l'archipel d'Hochelaga, telle l'île Dorval et la réserve nationale de faune des îles de la Paix. Le lac est au confluent du fleuve et de la rivière des Outaouais.

## Hydrographie

### Affluents
Le lac Saint-Louis est alimenté par trois sources principales : la rivière des Outaouais au sortir du lac des Deux Montagnes par ses deux branches de part et d’autre de l’île Perrot, par le fleuve lui-même, par le canal de Beauharnois qui est une importante dérivation du Saint-Laurent et où se trouve la centrale hydro-électrique de Beauharnois et par le canal de Soulanges. Deux rivières alimentent aussi le lac dans une moindre mesure : la rivière Saint-Louis qui se jette dans le lac à la hauteur du centre-ville de Beauharnois et la rivière Châteauguay qui se jette dans le lac à la hauteur de la ville du même nom.

### Émissaires
Le lac Saint-Louis a trois exutoires : un émissaire naturel, le fleuve Saint-Laurent à la hauteur des rapides de Lachine, obstacle naturel qui interdit le passage des navires marchands, et deux exutoires artificiels, le canal Lachine, premier canal de contournement des dangereux rapides et la voie maritime du Saint-Laurent, dont l’entrée est située à la hauteur de l’île Tekakwitha en face de Kahnawake. C’est par ce passage que les navires accèdent à l’Écluse Côte-Sainte-Catherine qui permet de contourner les rapides de Lachine.

### Écluses
Le lac Saint-Louis a deux amonts : le lac des Deux Montagnes au nord-ouest et le fleuve Saint-Laurent au sud-ouest. L’écluse de Sainte-Anne établit la connexion avec le lac des Deux Montagnes. Les écluses de Beauharnois établissent la connexion avec le lac Saint-François, en direction des Grands Lacs. En aval, deux voies s’offrent aux navigateurs, soit le canal Lachine et son enfilade de cinq écluses permettant d’atteindre, 14 m plus bas, le niveau du fleuve Saint-Laurent à la hauteur du Vieux-Montréal, soit la voie maritime du Saint-Laurent par l’écluse Côte-Sainte-Catherine.
- Accès au Lac des Deux Montagnes : l’écluse de Sainte-Anne peut accueillir des bateaux de 51,81 mètres.
- Accès à la voie maritime du Saint-Laurent : la voie maritime du Saint-Laurent permet le passage de navires d’une longueur minimum de 6,096 mètres et d’une longueur maximale de 225,5 mètres et d’une largeur maximale de 23,8 mètres[3].
- Accès au canal Lachine : la plus petite des cinq écluses du canal Lachine a une dimension utile de 49 mètres par 12,2 mètres. Le tirant d’air est de 2,43 mètres.

### Particularités
- Il a pour particularité de recevoir les eaux brunes de la rivière des Outaouais et les eaux vertes des Grands Lacs (Amérique du Nord). Les navigateurs peuvent constater de visu la démarcation des eaux.
- Le lac Saint-Louis est le second des trois lacs fluviaux du fleuve Saint-Laurent. En amont de lui se trouve le lac Saint-François et en aval, le lac Saint-Pierre. Son débit moyen est de 8 400 m³/s[4].

## Faune
Plusieurs espèces d'oiseaux nichent sur ses îles dont le cormoran à aigrettes et ses eaux contiennent toutes les espèces de poissons du fleuve Saint-Laurent. Il est même réputé comme étant un des meilleurs plans d'eau d'Amérique du Nord pour la pêche au maskinongé[réf. nécessaire].

## Histoire
Au début d'octobre 1535, Jacques Cartier a vu du haut du mont Royal, les rapides de Lachine et le lac Saint-Louis, sans les nommer. Voici un extrait de ses Relations : « Et par le meilleu desdites terres voyons ledit fleuve oultre où estoient demorees noz barques où il y a ung sault d'eaue le plus impetueulx qu'il soit possible de veoir lequel ne nous fut possible de passer et voyons icelluy fleuve tant que l'on pouvoit regarder grant large et spacieulx... » L'attestation apparemment la plus lointaine, relevée dans les Relations des Jésuites, remonte à 1656 : « Le 9, nous traversames le Lac nommé de Saint Loüys, qui se rencontre au beau milieu du lict du fleuve. »
Pour découvrir sa signification, il faut mettre cette appellation en rapport avec le toponyme Le Grand Sault St Louis utilisé par Champlain comme titre d'une petite carte, en 1611. Ce dernier rapporte cette année-là, qu'« un jeune homme qui estoit au sieur de Mons appelé Louys » s'est noyé dans les rapides de Lachine. Deux ans plus tard, le fondateur de Québec employait déjà « Saut S. Louys », et c'est entre 1613 et 1656, que le nom Saint-Louis, attribué aux rapides de Lachine à l'origine, s'étendra au lac. C'est sans doute en mémoire de ce jeune homme, comme le signalait déjà l'abbé Charles-Honoré Laverdière en 1870, que ce nom s'explique. Bien que Lac Lachine soit apparu au XXe siècle, l'usage du toponyme d'origine s'est toujours maintenu. Il ne faut pas confondre ce lac Saint-Louis avec le lac Ontario, déjà nommé Lac St Louis sur la carte de Champlain de 1632.
Le nom de Saint-Louis vient d'un jeune explorateur français, Louis, qui fut chargé par Samuel de Champlain, d'aller explorer la rivière des Outaouais en compagnie de deux Amérindiens. Après avoir atteint l'actuel emplacement de la ville d'Ottawa, les explorateurs rebroussèrent chemin pour revenir à la colonie. Pendant le voyage de retour, alors qu'ils naviguaient sur les eaux d'un lac avoisinant l'île de l'archipel d'Hochelaga (Montréal), les trois explorateurs décidèrent de faire une halte sur une île pour chasser quelques hérons.
La partie de chasse s'étira tard dans la journée, et anxieux de revenir à bon port avant la tombée de la nuit, Louis décida de prendre un raccourci en longeant la côte nord. Louis et ses deux compagnons s'aventurèrent dans les rapides et leurs canots furent aspirés par un tourbillon, emportant Louis et l'un des Amérindiens, qui moururent noyés. L'Amérindien survivant, nommé Savignon, retourna voir Champlain et lui raconta la tragédie. Attristé par la perte de son explorateur, Champlain baptisa le lac en sa mémoire ainsi que les rapides — qui plus tard changèrent de nom pour devenir les rapides de Lachine.
Plusieurs historiens se questionnent encore aujourd'hui à savoir si Louis et son partenaire se sont noyés dans les Rapides de Lachine ou plutôt ceux de Sainte-Anne-de-Bellevue. L'île Perrot est selon plusieurs sources historiques l'endroit où Louis et ses 2 accompagnateurs se seraient arrêté pour la chasse aux hérons, ce qui rend fort plausible que le raccourci fatal emprunté par Louis ait été les Rapides de Sainte-Anne-de-Bellevue qui à l'époque étaient beaucoup plus violents qu'aujourd'hui en raison du contrôle du niveau des eaux établi par la centrale hydro-électrique de Carillon. L'emplacement exact de la tragédie est donc très difficile à déterminer et est encore à ce jour une incertitude.